# Élections sénatoriales de 1998 dans l'Indre
Les élections sénatoriales dans l'Indre ont eu lieu le dimanche 27 septembre 1998. 
Elles ont eu pour but d'élire les sénateurs représentant le département au Sénat pour un mandat de neuf années.

## Contexte départemental
Lors des élections sénatoriales du 24 septembre 1989 dans l'Indre, un sénateur UDF-PSD et un RPR ont été élus, Daniel Bernardet et François Gerbaud.
Depuis, tous les effectifs du collège électoral des grands électeurs ont été renouvelés, avec les élections législatives françaises de 1997, les élections régionales françaises de 1998, les élections cantonales de 1994 et 1998 et les élections municipales françaises de 1995.

## Rappel des résultats de 1989
| Candidat et parti politique | Candidat et parti politique | Candidat et parti politique | Premier tour | Premier tour | Second tour | Second tour |
| Candidat et parti politique | Candidat et parti politique | Candidat et parti politique | Voix         | %            | Voix        | %           |
| --------------------------- | --------------------------- | --------------------------- | ------------ | ------------ | ----------- | ----------- |
|                             | Daniel Bernardet            | UDF                         | 322          | 45,29        | 422         | 59,44       |
|                             | François Gerbaud            | RPR                         | 244          | 34,32        | 375         | 52,82       |
|                             | Bernard Jollet              | PS                          | 227          | 31,93        | 293         | 41,27       |
|                             | Jean-Paul Thibault          | PS                          | 209          | 29,40        | 268         | 37,75       |
|                             | Guy Besse                   | UDF                         | 95           | 13,36        | Retrait     | Retrait     |
|                             | Alfred Fréville             | PS                          | 90           | 12,66        | Retrait     | Retrait     |
|                             | René Chabot                 | RPR                         | 60           | 8,44         | Retrait     | Retrait     |
|                             | Charles Barrois             | PCF                         | 53           | 7,45         | Retrait     | Retrait     |
|                             | Marcel Foulon               | PCF                         | 51           | 7,17         | Retrait     | Retrait     |
|                             | Michèle Ballanger           | AD                          | 14           | 1,97         | Retrait     | Retrait     |
|                             |                             |                             |              |              |             |             |
| Inscrits                    | Inscrits                    | Inscrits                    | 720          | 100,00       | 720         | 100,00      |
| Abstentions                 | Abstentions                 | Abstentions                 | 3            | 0,42         | 0           | 0,00        |
| Votants                     | Votants                     | Votants                     | 717          | 99,58        | 720         | 100,00      |
| Blancs et nuls              | Blancs et nuls              | Blancs et nuls              | 7            | 0,97         | 10          | 1,39        |
| Exprimés                    | Exprimés                    | Exprimés                    | 711          | 98,75        | 710         | 98,61       |

## Sénateurs sortants
| Sénateur | Sénateur         | Parti | Fonctions lors de l'élection en 1989           |
| -------- | ---------------- | ----- | ---------------------------------------------- |
|          | Daniel Bernardet | UDF   | Président du conseil général                   |
|          | François Gerbaud | RPR   | Conseiller général, maire de Bouges-le-Château |

## Présentation des candidats
Les nouveaux représentants sont élus pour une législature de 9 ans au suffrage universel indirect par les 701 grands électeurs du département. 
Dans l'Indre, les sénateurs sont élus au scrutin majoritaire à deux tours.
| Candidats | Candidats            | Parti | Principale fonction                                              |
| --------- | -------------------- | ----- | ---------------------------------------------------------------- |
|           | Pierre Desseigne     | PCF   | Maire d'Ardentes                                                 |
|           | Jean-Pierre Barrière | PCF   | Adjoint au maire de Châteauroux                                  |
|           | Jean-Claude Blin     | PS    | Maire d'Éguzon-Chantôme                                          |
|           | Jean-Paul Thibault   | PS    | Conseiller général, maire de Villedieu-sur-Indre                 |
|           | Laëtita Guillot      | DVG   | Conseillère générale, maire de Mouhers                           |
|           | Daniel Bernardet     | UDF   | Sénateur sortant                                                 |
|           | François Gerbaud     | RPR   | Sénateur sortant, conseiller général, maire de Bouges-le-Château |
|           | René Chabot          | RPR   | Conseiller général, maire de Martizay                            |
|           | Michel Flammen       | FN    |                                                                  |

## Résultats
| Candidat et parti politique | Candidat et parti politique | Candidat et parti politique | Premier tour | Premier tour | Second tour | Second tour |
| Candidat et parti politique | Candidat et parti politique | Candidat et parti politique | Voix         | %            | Voix        | %           |
| --------------------------- | --------------------------- | --------------------------- | ------------ | ------------ | ----------- | ----------- |
|                             | Daniel Bernardet            | UDF                         | 274          | 39,88        | 335         | 49,56       |
|                             | François Gerbaud            | RPR                         | 266          | 38,72        | 348         | 51,48       |
|                             | Jean-Paul Thibault          | PS                          | 225          | 32,75        | 289         | 42,75       |
|                             | Jean-Claude Blin            | PS                          | 196          | 28,53        | 250         | 36,98       |
|                             | René Chabot                 | RPR                         | 130          | 18,92        | 51          | 7,54        |
|                             | Laëtitia Guillot            | DVG                         | 77           | 11,21        | 35          | 5,18        |
|                             | Pierre Desseigne            | PCF                         | 63           | 9,17         | 2           | 0,30        |
|                             | Jean-Pierre Barrière        | PCF                         | 61           | 8,88         | 2           | 0,30        |
|                             | Michel Flammen              | FN                          | 20           | 2,91         | Retrait     | Retrait     |
|                             |                             |                             |              |              |             |             |
| Inscrits                    | Inscrits                    | Inscrits                    | 701          | 100,00       | 701         | 100,00      |
| Abstentions                 | Abstentions                 | Abstentions                 | 5            | 0,71         | 4           | 0,57        |
| Votants                     | Votants                     | Votants                     | 696          | 99,29        | 697         | 99,43       |
| Blancs et nuls              | Blancs et nuls              | Blancs et nuls              | 9            | 1,29         | 21          | 3,01        |
| Exprimés                    | Exprimés                    | Exprimés                    | 687          | 98,71        | 676         | 96,99       |